# Caecilia subdermalis
Caecilia subdermalis är en groddjursart som beskrevs av Taylor 1968. Caecilia subdermalis ingår i släktet Caecilia och familjen Caeciliidae. IUCN kategoriserar arten globalt som livskraftig. Inga underarter finns listade.